# اسم مقصور
الاسم المقصور اسم معرب آخره ألف ثابتة خطا نحو العصا، أو لفظا نحو الهدى.
تقلب ألف المقصور ياء في تثنية الاسم وجمعه تأنيثا سالما، فيقال فتيان مثنى فتى وحبليات جمع حبلى، أو واوا أن يكون الاسم ثلاثيا أصل[ ؟ ] ألفه واو، فيقال عصوان مثنى عصا، وتحذف الألف في جمع المذكر السالم، ففي: مرتضى ومصطفى تقول في حالة الرفع مرتضون ومصطفون، وفي حالة النصب والجر تقول مرتضين ومصطفين. وفي رضا تقول: رضون ورضين، وفي الأعلى تقول الأعلون والأعلين.
يقضي القياس بأن تجمع كلمة حياة على حيَيات، لأن الأصل حيي، ولكنهم مع ذلك جمعوها على حيَوات كراهية تتالي لفظ ياءين مفتوحتين.
نتااللللبللى

## التثنية

### القاعدة
يثنَّى المقصورُ بردِّ ألفِهِ إلى أصلِها إن كان ثلاثيًّا، وبقلْبِها ياءً مطلقًا إن زاد على ثلاثةِ أحرف.

### أمثلة

#### الثلاثية
1. فَتَى : فَتَيَان
2. رَحَى : رَحَيَان
3. عَصَا : عَصَوَان
4. قَفَا : قَفَوَان

عند تثنيتها لم تَبْقَ الألف على حالها، وإنما رُدَّت إلى أصلها؛ لأن الألف في (فتى، ورحى) أصلها الياء، كما أن الألف في (عصا وقفا) أصلها الواو.

#### الزائدة عن الثلاثية
1. مَسْعى : مَسْعَيان
2. مَبْنَى : مَبْنَيَان
3. مُصْطفى : مُصْطَفيان
4. مُستَشْفى : مُستَشْفَيَان

ألفها تُقْلب عند التثنية ياء مطلقًا، أي أنه لم ينظر إلى أصل هذه الألف هنا، كما فعلنا من قبل مع الثلاثي.

## جمع المذكر السالم

### القاعدة
عندما يُجمعُ المقصورُ جمعَ مذكرٍ سالماً، تُحذفُ ألفُه وتبقى الفتحةُ قبلَ الواوِ والياءِ.

### الأمثلة
1. مُصْطَفَى: مُصْطَفَوْن (حالة الرفع) مُصْطَفَيْن (حالتي النصب والجر)
2. مُسْتَدْعَى: مُسْتَدْعَوْنَ (حالة الرفع) مُسْتَدْعَيْن (حالتي النصب والجر)

إذا تأمَّلتُ أمثلة المقصور، وجدتُها عندما جمعت جمع مذكر سالمًا، قد حذفت منها الألف، وبقيت الفتحة قبلها دائمًا، ويستوى في هذا حالات الرفع
الجمع لتناسبها.

## جمع المؤنث السالم

### القاعدة
تُعامل معاملة التثنية تمامًا، فيُجمَع المقصورُ جمعًا مؤنثًا بردِّ ألفِهِ إلى أصلِها إن كان ثلاثيًّا، وبقلْبِها ياءً مطلقًا إن زاد على ثلاثةِ أحرف.

### الأمثلة

#### الثلاثية
1. عَصا : عَصَوَات
2. رَحى : رَحَيَات

إن كان ثلاثيًا رُدَّت ألفه إلى أصلها.

#### الزائدة عن الثلاثية
1. حُبْلَى : حُبليات
2. مُسْتَشْفَى : مُستشفيات

إن كان زائدًا على ثلاثة فإن ألفه تقلب ياء مطلقًا.